# Kenozoikum
| Fanerozoikum                 | Fanerozoikum       | Fanerozoikum | Fanerozoikum      |
| Eon                          | Era                | Period       | Miljoner år sedan |
| ---------------------------- | ------------------ | ------------ | ----------------- |
| Fanero- zoikum               | Kenozoikum         | Kvartär      | 2,6–0,0           |
| Fanero- zoikum               | Kenozoikum         | Neogen       | 23–2,6            |
| Fanero- zoikum               | Kenozoikum         | Paleogen     | 66–23             |
| Fanero- zoikum               | Mesozoikum         | Krita        | 145–66            |
| Fanero- zoikum               | Mesozoikum         | Jura         | 201–145           |
| Fanero- zoikum               | Mesozoikum         | Trias        | 252–201           |
| Fanero- zoikum               | Paleozoikum        | Perm         | 299–252           |
| Fanero- zoikum               | Paleozoikum        | Karbon       | 359–299           |
| Fanero- zoikum               | Paleozoikum        | Devon        | 419–359           |
| Fanero- zoikum               | Paleozoikum        | Silur        | 444–419           |
| Fanero- zoikum               | Paleozoikum        | Ordovicium   | 485–444           |
| Fanero- zoikum               | Paleozoikum        | Kambrium     | 541–485           |
| Protero- zoikum              | Neoprotero- zoikum | Ediacara     | tidigare          |
| Se även Geologisk tidsskala. |                    |              |                   |

Kenozoikum är en geologisk era som sträcker sig från 66 miljoner år sedan till nutid. Den är indelad i perioderna paleogen, neogen och kvartär. I äldre litteratur talas istället om tertiär, som bestod av nuvarande paleogen och neogen, det vill säga huvuddelen av kenozoikum.
Kenozikum föregicks av mesozoikum, då dinosaurier var de dominerande landdjuren. Dessa dog ut (fåglarnas gren överlevde) för 66 miljoner år sedan (Krita–tertiär-gränsen), troligen på grund av ett asteroidnedslag som bildade Chicxulubkratern. Därmed inleddes kenozoikum, då däggdjuren utvecklades och kom att dominera bland de stora djuren.

## Klimat
Under de första 30 miljoner åren (paleocen och eocen, se tabell nedan) var klimatet på jorden betydligt varmare än idag, och inga större nedisningar förekom. Under de följande tre epokerna (oligocen, miocen och pliocen) var klimatet svalare och inlandsisar förekom på Antarktis och mot slutet av perioden också på Grönland. Under epoken pleistocen inträdde en serie intensiva kvartära nedisningar av främst norra Nordamerika och norra Europa.

## Detaljerad indelning
| Kenozoikum de senaste 66 miljoner åren                                     | Kenozoikum de senaste 66 miljoner åren | Kenozoikum de senaste 66 miljoner åren | Kenozoikum de senaste 66 miljoner åren | Kenozoikum de senaste 66 miljoner åren |
| Era (Eratem)                                                               | Period (System)                        | Epok (Serie)                           | Ålder (Etage)                          | Miljoner år sedan                      |
| -------------------------------------------------------------------------- | -------------------------------------- | -------------------------------------- | -------------------------------------- | -------------------------------------- |
| Kenozoikum                                                                 | Kvartär                                | Holocen                                | Meghalaya                              | 0,004–0,000                            |
| Kenozoikum                                                                 | Kvartär                                | Holocen                                | Northgrip                              | 0,008–0,004                            |
| Kenozoikum                                                                 | Kvartär                                | Holocen                                | Greenland                              | 0,012–0,008                            |
| Kenozoikum                                                                 | Kvartär                                | Pleistocen                             | Övre                                   | 0,129–0,012                            |
| Kenozoikum                                                                 | Kvartär                                | Pleistocen                             | Chiba                                  | 0,774–0,129                            |
| Kenozoikum                                                                 | Kvartär                                | Pleistocen                             | Calabria                               | 1,80–0,774                             |
| Kenozoikum                                                                 | Kvartär                                | Pleistocen                             | Gela                                   | 2,58–1,80                              |
| Kenozoikum                                                                 | Neogen                                 | Pliocen                                | Piacenza                               | 3,6–2,6                                |
| Kenozoikum                                                                 | Neogen                                 | Pliocen                                | Zancle                                 | 5,3–3,6                                |
| Kenozoikum                                                                 | Neogen                                 | Miocen                                 | Messina                                | 7,2–5,3                                |
| Kenozoikum                                                                 | Neogen                                 | Miocen                                 | Tortona                                | 11,6–7,2                               |
| Kenozoikum                                                                 | Neogen                                 | Miocen                                 | Serravalle                             | 13,8–11,6                              |
| Kenozoikum                                                                 | Neogen                                 | Miocen                                 | Langhe                                 | 16,0–13,8                              |
| Kenozoikum                                                                 | Neogen                                 | Miocen                                 | Burdigala                              | 20,4–16,0                              |
| Kenozoikum                                                                 | Neogen                                 | Miocen                                 | Aquitaine                              | 23,0–20,4                              |
| Kenozoikum                                                                 | Paleogen                               | Oligocen                               | Chatt                                  | 28–23                                  |
| Kenozoikum                                                                 | Paleogen                               | Oligocen                               | Rupel                                  | 34–28                                  |
| Kenozoikum                                                                 | Paleogen                               | Eocen                                  | Priabona                               | 38–34                                  |
| Kenozoikum                                                                 | Paleogen                               | Eocen                                  | Barton                                 | 41–38                                  |
| Kenozoikum                                                                 | Paleogen                               | Eocen                                  | Lutetia                                | 48–41                                  |
| Kenozoikum                                                                 | Paleogen                               | Eocen                                  | Ypres                                  | 56–48                                  |
| Kenozoikum                                                                 | Paleogen                               | Paleocen                               | Thanet                                 | 59–56                                  |
| Kenozoikum                                                                 | Paleogen                               | Paleocen                               | Själland                               | 62–59                                  |
| Kenozoikum                                                                 | Paleogen                               | Paleocen                               | Dan                                    | 66–62                                  |
| Mesozoikum                                                                 | Krita                                  | Yngre krita                            | Maastricht                             | tidigare                               |
| Kenozoikum är en era inom eonen fanerozoikum. Se även Geologisk tidsskala. |                                        |                                        |                                        |                                        |